# 拉奧羅亞
Template:Ccoord

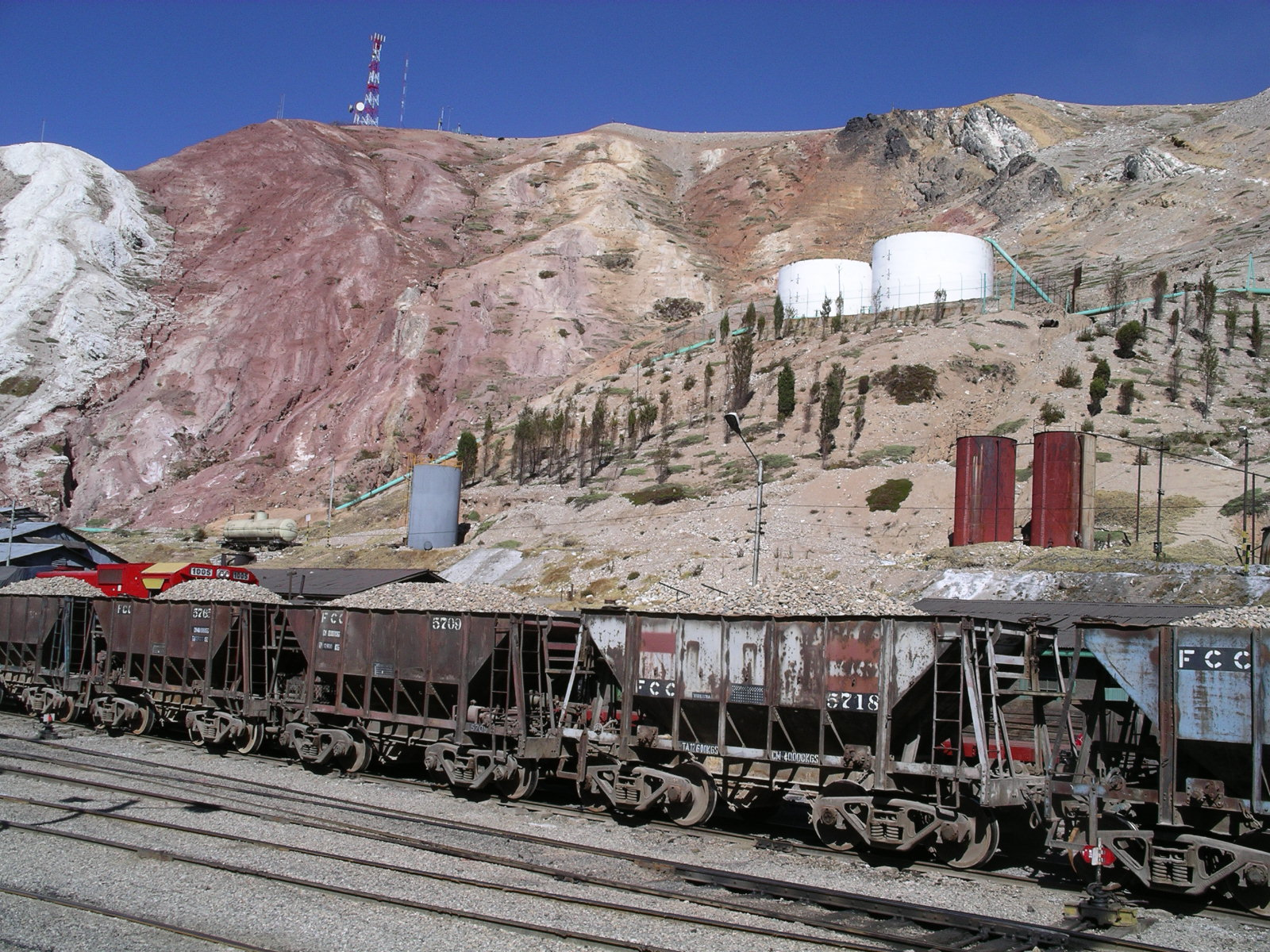

拉奧羅亞（西班牙語：La Oroya），是秘魯的城市，位於該國中部胡寧大區，是堯利省的首府，處於首都利馬東北面176公里，面積388.42平方公里，海拔高度3,745米，人口約33,000。